# Ruhrlandhalle

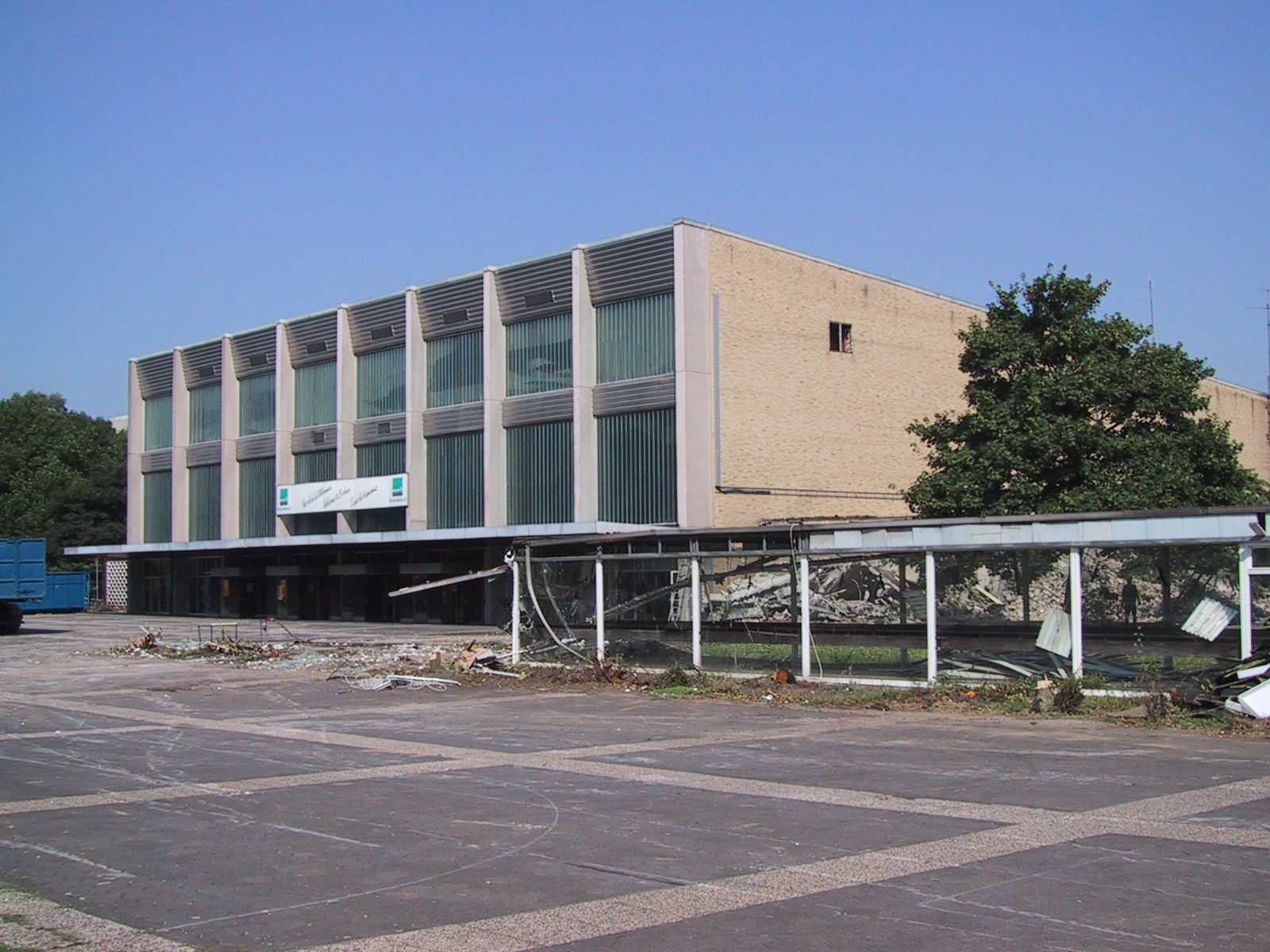
Die Ruhrlandhalle zu Beginn des Abrisses

Die Ruhrlandhalle war eine 1964 in Bochum erbaute Kongress- und Mehrzweckhalle in Betonbauweise mit einem Flachdach. Die Tragwerksplanung wurde von Horst Möhr und Friedrich Banz durchgeführt, Bauherr war die Stadt Bochum.
Als Eröffnungsveranstaltung wurde 1964 die Ruhrolympiade ausgetragen. Die Ruhrlandhalle diente einer Vielzahl von Veranstaltungen, wie Konzerten und Betriebsversammlungen als Austragungsort. Auch verschiedene Fernsehshows von ARD und ZDF, wie Flitterabend, Auf Los gehts los, Verstehen Sie Spass und Der Goldene Schuss waren in der Ruhrlandhalle zu Gast.
2001 wurde sie abgerissen und ab 2003 durch das modernere RuhrCongress-Gebäude ersetzt.